# Жа Жа Спек
Жа Жа Спек (англ. Zsa Zsa Speck) (справжнє ім'я: Перрі Пандреа) (народився 28 квітня 1970 р.) — колишній клавішник гурту Marilyn Manson and the Spooky Kids,  в 1989 р. Його сценічне ім'я сформоване поєднанням імені жіночого секс-символа Жа Жа Ґабори та серійного вбивці Річарда Спека. Пізніше у 1990 р. його замінив Мадонна Вейн Ґейсі, Перрі відіграв у складі групи лише чотири виступи (за «Довга важка дорога з пекла» — два).
У вищезазначеній автобіографії Мерілін Менсон описує його як «незграбного, прищавого підлітка».
У 1991 р. Перрі став вокалістом гурту Collapsing Lungs, У якому також грав Браян Тютюнік, інший колишній член Marilyn Manson and the Spooky Kids. У 1993 р. група підписала контракт з Atlantic Records. Через рік вийшов дебютний мініальбом Colorblind. Згодом після національного туру Тютюнік покинув гурт. Лейбл розірвав угоду й колектив розпався. Більшість його колишніх учасників увійшли до складу гурту L.U.N.G.S.. Назва групи є абревіатурою «Losers Usually Never Get Signed» (у пер. з англ. Невдах зазвичай ніколи не підписують). Наразі Перрі працює шкільним учителем.